# Dipleurosoma gemmifera
Dipleurosoma gemmifera är en nässeldjursart som beskrevs av author unknown. Dipleurosoma gemmifera ingår i släktet Dipleurosoma och familjen Dipleurosomatidae. Inga underarter finns listade i Catalogue of Life.